# Pseudomystus fuscus
Pseudomystus fuscus és una espècie de peix de la família dels bàgrids i de l'ordre dels siluriformes.

## Morfologia
Els mascles poden assolir els 5,1 cm de longitud total.

## Distribució geogràfica
Es troba a Malàisia i Indonèsia.